# Deutscher Pfadfinderbund (1911–1933)

Erstes Bundeszeichen des DPB, das sogenannte Schachbrett.

Der Deutsche Pfadfinderbund (DPB) war ein am 18. Januar 1911 gegründeter deutscher Pfadfinderbund, mit anfänglich stark scoutistisch-militärischer Ausrichtung, der sich nach dem Ersten Weltkrieg zur Bündischen Jugend hinwendete. 1933 wurde der Bund im Zuge der Gleichschaltung der deutschen Gesellschaft durch die Nationalsozialisten verboten und aufgelöst.

## Geschichte

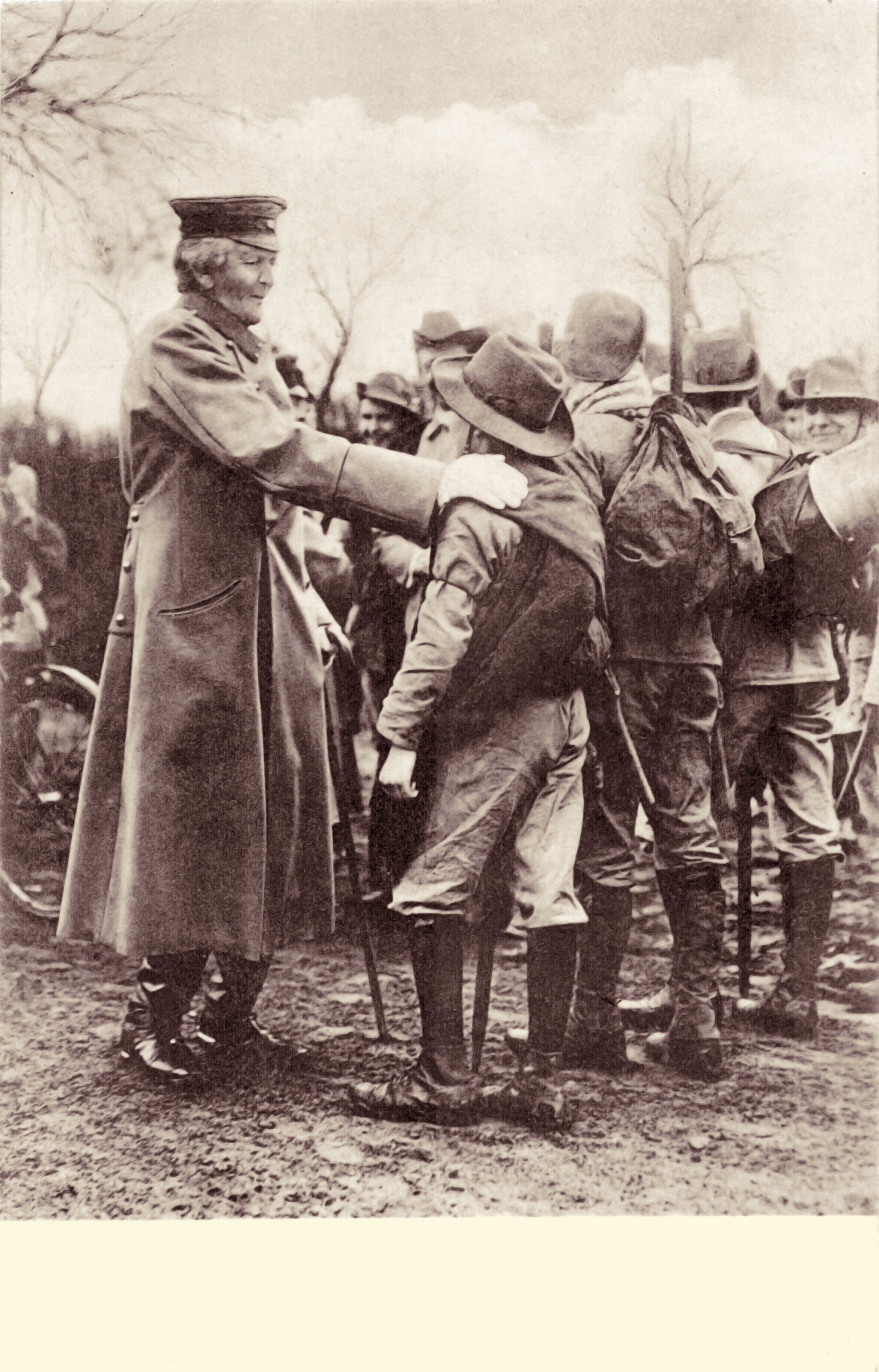
Generalfeldmarschall Gottlieb von Haeseler mit Pfadfindern des DPB im Frühjahr 1914

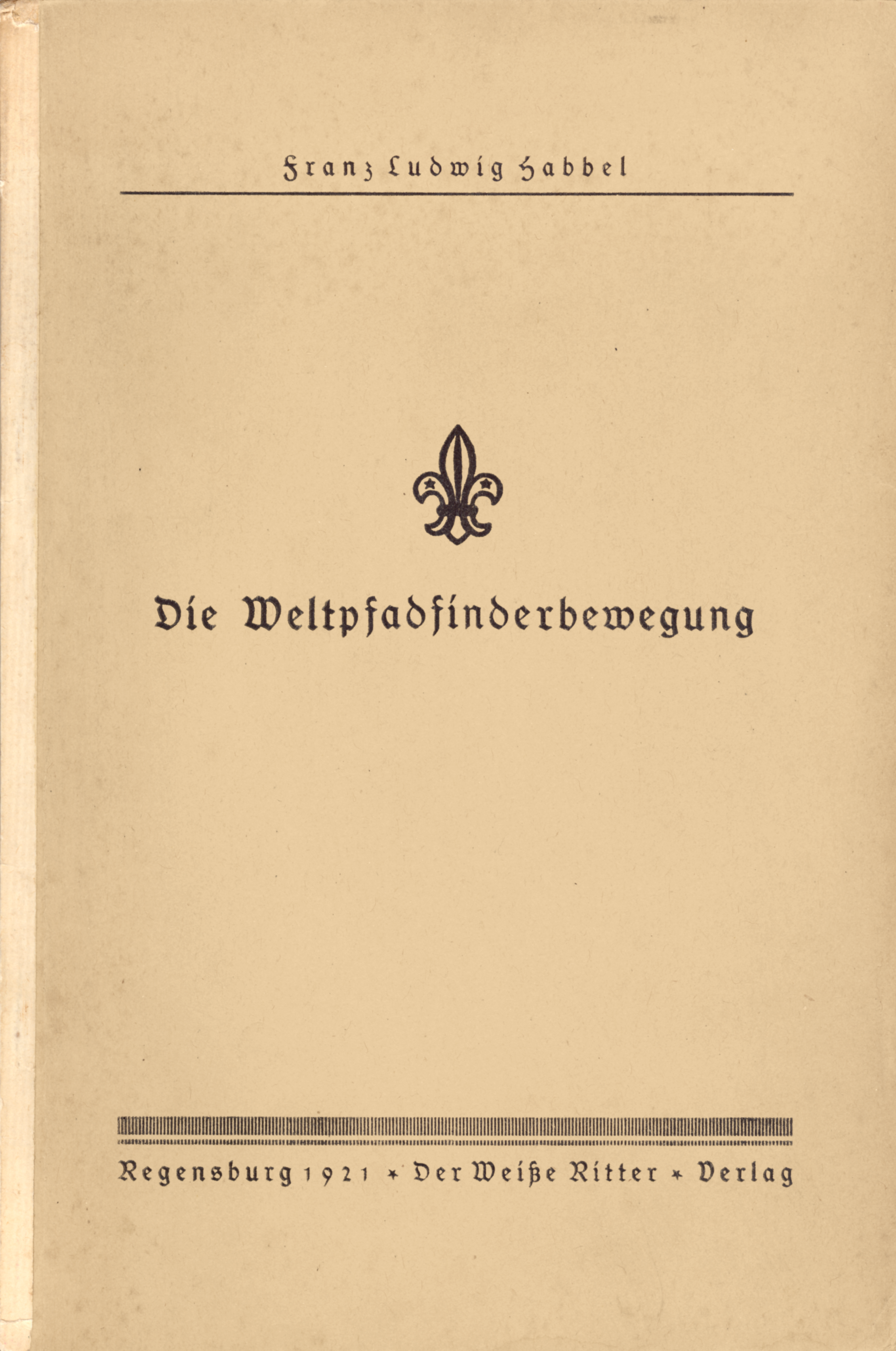
Franz Ludwig Habbel: Die Weltpfadfinderbewegung. Sonderdruck aus der Führerzeitschrift des Bundes Deutscher Neupfadfinder, 1921

Der Deutsche Pfadfinderbund wurde am 18. Januar 1911 in Berlin gegründet und war damit der erste Pfadfinderbund in Deutschland überhaupt. Er entwickelte sich schnell zu einer Massenorganisation mit bis zu 90.000 Mitgliedern.
Erster Reichsfeldmeister (Bundesführer) wurde Maximilian Bayer, erstes Bundeszeichen das sogenannte Schachbrett, das dem DPB von Kaiser Wilhelm II. verliehen wurde. Der DPB war anfänglich stark militärisch geprägt, sowohl was Organisation, aber auch Inhalt und Führungspersonal betrifft.
Als nach dem verlorenen Ersten Weltkrieg der DPB wieder aufgebaut werden sollte, kam es zum Konflikt zwischen den altgedienten Führungskräften, die zum Großteil im Krieg gedient hatten und den DPB in seiner alten Form wieder aufbauen wollten, sowie den Erneuerern, die sich nun stärker am Wandervogel orientieren wollten, militärische Formen der Pfadfinderarbeit ablehnten, aber zugleich deutsch-völkische Grundvorstellungen verfolgten.
Die zwei großen Erneuerungsbewegungen des Bundes waren die jungdeutschen und die neudeutschen Pfadfinder, letztere verabschiedeten 1919 auf der ersten Führertagung nach dem Krieg auf Schloss Prunn im Altmühltal das sogenannte Prunner Gelöbnis:

„Wir Pfadfinder wollen jung und fröhlich sein und mit Reinheit und innerer Wahrhaftigkeit unser Leben führen.
Wir wollen mit Rat und Tat bereit sein, wo immer es gilt, eine gute und gerechte Sache zu fördern.
Wir wollen unseren Führern, denen wir Vertrauen schenken, Gefolgschaft leisten.“

Obwohl auf einer Führertagung im Oktober 1919 in Eisenach mit Freiherr von Seckendorff ein Mann aus der alten Führergeneration zum neuen Reichsfeldmeister gewählt wurde, blieben beide Erneuerungsbewegungen vorerst im Bund, bis 1920 die Anführer der Neupfadfinder Martin Voelkel und Ludwig Habbel aus dem Bund ausgeschlossen wurden und Jungdeutsche und Neudeutsche Pfadfinder 1921 den Bund Deutscher Neupfadfinder (BDN) gründeten.
Eine weitere, aber gemäßigtere Erneuerungsbewegung im DPB, die Ringgemeinschaft, schied im Jahr 1922 als Bund deutscher Ringpfadfinder aus, obwohl auf dem Bundestag in Bad Sachsa im selben Jahr eine neue Bundesverfassung verabschiedet wurde. Anstelle der alten Uniform trat nun eine (pfadfindertypische) Tracht mit grünem Hemd und Halstuch, als neues Bundeszeichen wurde eine weiße Speerspitze auf schwarzem Grund gewählt.
Schon im Mai 1922 musste ein neuer Bundesführer gewählt werden, weil Freiherr von Seckendorff zurücktrat. Er schied 1923 mit Gleichgesinnten, die die Hinwendung zur Bündischen Jugend nicht mitmachen wollten, aus und gründete die Deutsche Pfadfinderschaft. Neuer Bundesführer, nun unter der Bezeichnung Reichsvogt wurde Hanns Ries, der bis dahin Bundeskanzler des DPB gewesen war. Unter ihm richtete sich der DPB stärker an bündischen Idealen aus, insbesondere an der Vorstellung eines die gesamte Person umfassenden Lebensbunds und dem persönlichen Vertrauensverhältnis zwischen Führer und Gefolgschaft.
Es folgten weitere Abspaltungen; sie führten zu einer stark zersplitterten Pfadfinderbewegung im Deutschland der Weimarer Republik. Im Jahr 1923 hatte der DPB noch rund 15.000, im Jahr 1927 noch rund 8000 Mitglieder. Dennoch blieb er bis zum Verbot der Bünde 1933 einer der größten Bünde im Reich.
1928 wurde gemeinsam mit dem Bund deutscher Reichspfadfinder und den Kolonialpfadfindern ein gemeinsames Auslandsamt gegründet, dem Eberhard Plewe (DPB) vorstand. Daraus entwickelte sich 1929 schließlich der Deutsche Pfadfinderverband, zu dem sich der DPB und sechs weitere Bünde (u. a. CP und Deutsche Freischar) zusammenschlossen, um eine Aufnahme in den Weltpfadfinderverband zu erreichen.
1931 wurde für einige Monate Eberhard Koebel (Tusk) und seine dj 1.11. in den DPB aufgenommen, diese Vereinigung brach aber im selben Jahr wieder auseinander.
Als sich der Druck der Nationalsozialisten auf die Bünde weiter verstärkte schlossen sich am 2. April 1933 der DPB und weitere Bünde der Jugendbewegung (unter anderem Deutsche Freischar und Reichsschaft Deutscher Pfadfinder) zum Großdeutschen Bund zusammen, um mit einem großen Verband und gemeinsamen Auftreten das drohende Verbot zu verhindern, was aber nicht gelang. Am 17. Juni 1933 wurde der DPB gemeinsam mit allen weiteren Bünden des Großdeutschen Bundes durch die Reichsjugendführung verboten.